# 2. ŽNL Dubrovačko-neretvanska 2014./15.
2. ŽNL Dubrovačko-neretvanska u sezoni 2014./15. je predstavljala drugi rang županijske lige u Dubrovačko-neretvanskoj županiji, te ligu petog ranga hrvatskog nogometnog prvenstva. 
Sudjelovalo je devet klubova, a prvak je bio Jadran 1929 iz Smokvice.

## Sustav natjecanja
Devet klubova je igralo dvokružnim liga-sustavom (18 kola, 16 utakmica po momčadi).

## Momčadi
- Enkel – Popovići
- Faraon – Trpanj
- Jadran 1929 – Smokvica
- NA Libertas – Dubrovnik
- Omladinac – Lastovo
- Ponikve – Ponikve
- Putniković – Putniković
- Rat – Kuna Pelješka
- SOŠK 1919 – Ston

## Ljestvica
| Poz. | Momčad                   | U  | P  | N | I  | G+ | G– | G+/– | Bod. | Nastavak natjecanja ili ispadanje |
| ---- | ------------------------ | -- | -- | - | -- | -- | -- | ---- | ---- | --------------------------------- |
| 1.   | Jadran 1929 Smokvica (P) | 16 | 15 | 0 | 1  | 65 | 15 | +50  | 45   | 1. ŽNL                            |
| 2.   | Omladinac Lastovo        | 16 | 13 | 1 | 2  | 51 | 11 | +40  | 40   |                                   |
| 3.   | Enkel                    | 16 | 9  | 1 | 6  | 34 | 33 | +1   | 28   |                                   |
| 4.   | Faraon                   | 16 | 8  | 2 | 6  | 45 | 37 | +8   | 26   |                                   |
| 5.   | NA Libertas              | 16 | 7  | 3 | 6  | 31 | 25 | +6   | 24   |                                   |
| 6.   | Rat                      | 16 | 4  | 2 | 10 | 20 | 41 | −21  | 14   |                                   |
| 7.   | Putniković               | 16 | 4  | 1 | 11 | 26 | 44 | −18  | 13   |                                   |
| 8.   | Ponikve                  | 16 | 2  | 4 | 10 | 21 | 48 | −27  | 10   |                                   |
| 9.   | SOŠK 1919 Ston           | 16 | 2  | 2 | 12 | 21 | 60 | −39  | 8    |                                   |

## Rezultatska križaljka
| kratica | klub                 | ENK | FAR | JAD | NAL | OML | PON | PUT | RAT | SOŠK |
| --- | -------------------- | --- | --- | --- | --- | --- | --- | --- | --- | ---- |
| ENK | Enkel Popovići       |     | 4:2 | 2:5 | 2:1 | 1:4 | 3:0 | 1:1 | 3:0 | 7:0  |
| FAR | Faraon Trpanj        | 7:3 |     | 3:4 | 1:1 | 1:0 | 3:2 | 5:1 | 3:1 | 6:2  |
| JAD | Jadran 1929 Smokvica | 3:0 | 6:2 |     | 5:1 | 3:1 | 4:0 | 6:0 | 7:0 | 3:0  |
| NAL | NA Libertas          | 1:2 | 3:1 | 2:3 |     | 0:0 | 4:1 | 3:0 | 2:0 | 3:0  |
| OML | Omladinac Lastovo    | 3:0 | 4:1 | 2:1 | 3:0 |     | 3:0 | 4:1 | 4:0 | 6:2  |
| PON | Ponikve              | 2:3 | 0:5 | 1:6 | 3:3 | 0:1 |     | 1:0 | 2:2 | 3:1  |
| PUT | Putniković           | 1:2 | 4:1 | 0:3 | 2:3 | 0:3 | 4:0 |     | 6:2 | 3:6  |
| RAT | Rat Kuna             | 0:1 | 1:3 | 0:3 | 1:0 | 1:4 | 2:2 | 4:1 |     | 3:0  |
| SOŠK | SOŠK Ston            | 3:0 | 1:1 | 1:3 | 1:4 | 0:9 | 4:4 | 0:2 | 0:3 |      |
| |                      |     |     |     |     |     |     |     |     |      |
| podebljan rezultat - utakmice od 1. do 9. kola (1. utakmica između klubova) rezultat normalne debljine - utakmice od 10. do 18. kola (2. utakmica između klubova) rezultat nakošen - nije vidljiv redoslijed odigravanja međusobnih utakmica iz dostupnih izvora rezultat nakošen i smanjen * - iz dostupnih izvora nije uočljiv domaćin susreta prekrižen rezultat - poništena ili brisana utakmica p - utakmica prekinuta 3:0 p.f. / 0:3 p.f. - rezultat 3:0 bez borbe |                      |     |     |     |     |     |     |     |     |      |

## Poveznice
- Županijski nogometni savez Dubrovačko-neretvanske županije
- 2. ŽNL Dubrovačko-neretvanska